# サクライグノラムス
『サクライグノラムス』（SAKURA IGNORAMUS）は、マーベラスより配信されたスマートフォン向けゲームアプリ。2023年2月27日サービス開始。基本プレイ無料（アイテム課金制）。公式略称は『サクムス』。
2023年4月28日をもってサービスを終了した。

## 概要
マーベラスとgumiの子会社であるFgGとの協業によるスマートフォン向けシミュレーションRPG。FgGが過去に運営したゲームアプリ『シノビナイトメア』の後継作品にあたる。
FgGにて『ファントム オブ キル』『誰ガ為のアルケミスト』などを手掛ける今泉潤がプロデュースを務め、世界観設定およびシナリオ協力として広井王子が起用されている。

## 評価
配信元のマーベラスが2023年3月24日に行った2023年3月期通期業績予想において、本作の売上高が想定から大きく下回り運営が赤字状態にあること、それに伴うゲーム資産残高の一括償却として営業損失13億1000万円を計上することを公表、続く同月31日に公式サイトを通じて本作のサービスの終了を決定したことを発表した。

## 登場キャラクター
ひまわり
声 - 高橋花林

サザンカ
声 - 加藤里保菜

ナズナ
声 - 石飛恵里花

アザミ
声 - 鷲見友美ジェナ

桃之井百双
声 - 時永ヨウ

サクヤ
声 - 小島菜々恵

ゴンザ
声 - 新井良平

時織部
声 - 三輪夏紀